# Стенограффия

Smash137 (Испания), 2010

Tak Nado! (Новосибирск), 2011

Никита Nomerz (Нижний Новгород), 2017

Стеногра́ффия (самоназвание STENOGRAFFIA, игра слов «стена», «граффити» и «стенография») — международный фестиваль уличного искусства, который ежегодно с 2010 года проводится в Екатеринбурге в первые выходные июля.

## История
Впервые фестиваль STENOGRAFFIA был проведён в 2010 году в Екатеринбурге и властями было принято решение сделать фестиваль ежегодным.
В 2015 году участниками фестиваля стали уже 7 городов России, а к 2019 году их число увеличилось до 13. Организаторы ставят перед собой цель примирить человека с городским пространством и изменить отношение общества к уличному искусству.
До 2013 года фестиваль определял темы работ. Летом 2010 года в Екатеринбурге граффити на тему «Европа и Азия: столкновение противоположностей» появились в подземных переходах, на плитах набережной, во дворах спальных районов и на зданиях вдоль гостевого маршрута. Темой Стенограффии-2011 стали «Образы счастья», а в июле 2012 года художники представили в Екатеринбурге своё видение темы «Глобальный разум» (это была тема заявки Екатеринбурга на Экспо-2020). С 2013 года организаторы фестиваля предложили художникам творить на свободные темы.
В 2019 году фестиваль отметил свой десятилетний юбилей. В этом году в рамках фестиваля STENOGRAFFIA Покрас Лампас создал арт-объект размером 6686 м², который является самой большой каллиграфией на Урале.
В том же году у фестиваля STENOGRAFFIA возник конфликт с независимым нелегальным фестивалем «Карт-бланш» из-за забора на ул. Мамина-Сибиряка. Противостояние участников фестиваля с «нелегальными» художниками началось после того как на заборе в центре города, появился анонс: «Эта надпись сделана легально, как и другие работы на фестивале „Стенограффия“», обыгравшая прошлогодний лозунг «Карт-бланша» на этом же заборе ("Эта надпись сделана нелегально, как и другие работы на фестивале «Карт-бланш»). В ответ неустановленные художники Карт-бланша обрамили фразу презервативом, а затем и вовсе изменили её значение. Стенограффия в долгу не осталась и в итоге этот забор в центре города был перекрашен участниками обоих фестивалей множество раз в течение одного месяца.
STENOGRAFFIA включает в себя два формата:
- S—A. Lab. Отличается экспериментальным подходом при создании проектов. Работы в рамках данного формата — это рефлексия искусства в пространстве. Взлом реальности и вторжение digital в повседневность[4].
- S—A. Voyager. При создании работ особую роль играет контекст и история окружающего пространства[5].

Ежегодно фестиваль объявляет сбор поверхностей для создания объектов в разных городах России. Горожане могут прислать организаторам адреса зданий с фотографиями и описанием. За всю историю фестиваля было создано около 500 объектов.
Отбор художников осуществляется через конкурс портфолио, который обычно стартует за 1 месяц до начала STENOGRAFFIA. Нет никаких ограничений по опыту, стилю, полу или возрасту. Стать участником фестиваля может каждый. За все время в STENOGRAFFIA приняли участие художники из 15 стран, в том числе: Sam3, Herakut, Fanakapan, Ampparito, Iнтереснi казки, Peeta, Покрас Лампас, Никита Nomerz, Слава Птрк, Кирилл Бородин, Саша Блот, Илья Мозги, Владимир Абих, Стас Багс и пр.

## География
За все время существования фестиваля было разрисовано 13 городов. Численность городов-участников увеличивалась начиная с 2015 года (до этого года фестиваль проводился только в Екатеринбурге).

Динамика увеличения городов-участников фестиваля 
За 10 лет художники покрыли рисунками более 35 408 м², что равно по размерам 5 футбольным полям и превышает на 10000 м² размер Красной площади.

## Волонтёрское движение

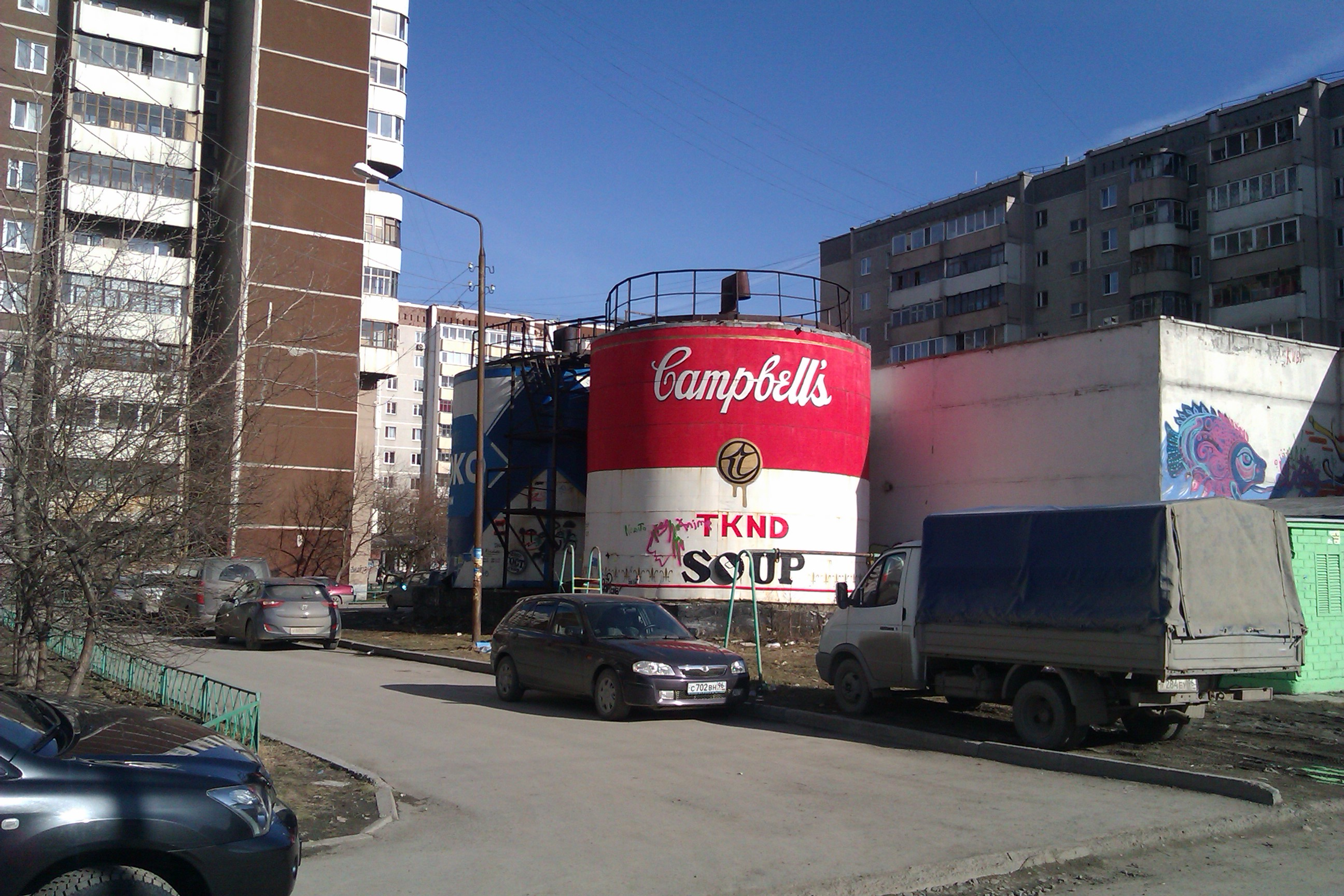
«Банка сгущёнки» и «банка супа» в екатеринбургском микрорайоне Ботанический

Движущей силой фестиваля являются волонтёры, готовые способствовать созданию уличных творческих работ. В силу того, что проект направлен на работу в общественном пространстве и открыт для всех, то в качестве волонтёров выступают горожане из разных социальных слоёв и профессий.
На момент 2019 года в фестивале приняли участие около 600 волонтёров во всех городах присутствия STENOGRAFFIA, причём некоторые являются частью проекта уже около 8 лет. За набор волонтёров и их координацию на фестивале с 2011 года отвечает Анна Клец.

## Примеры работ

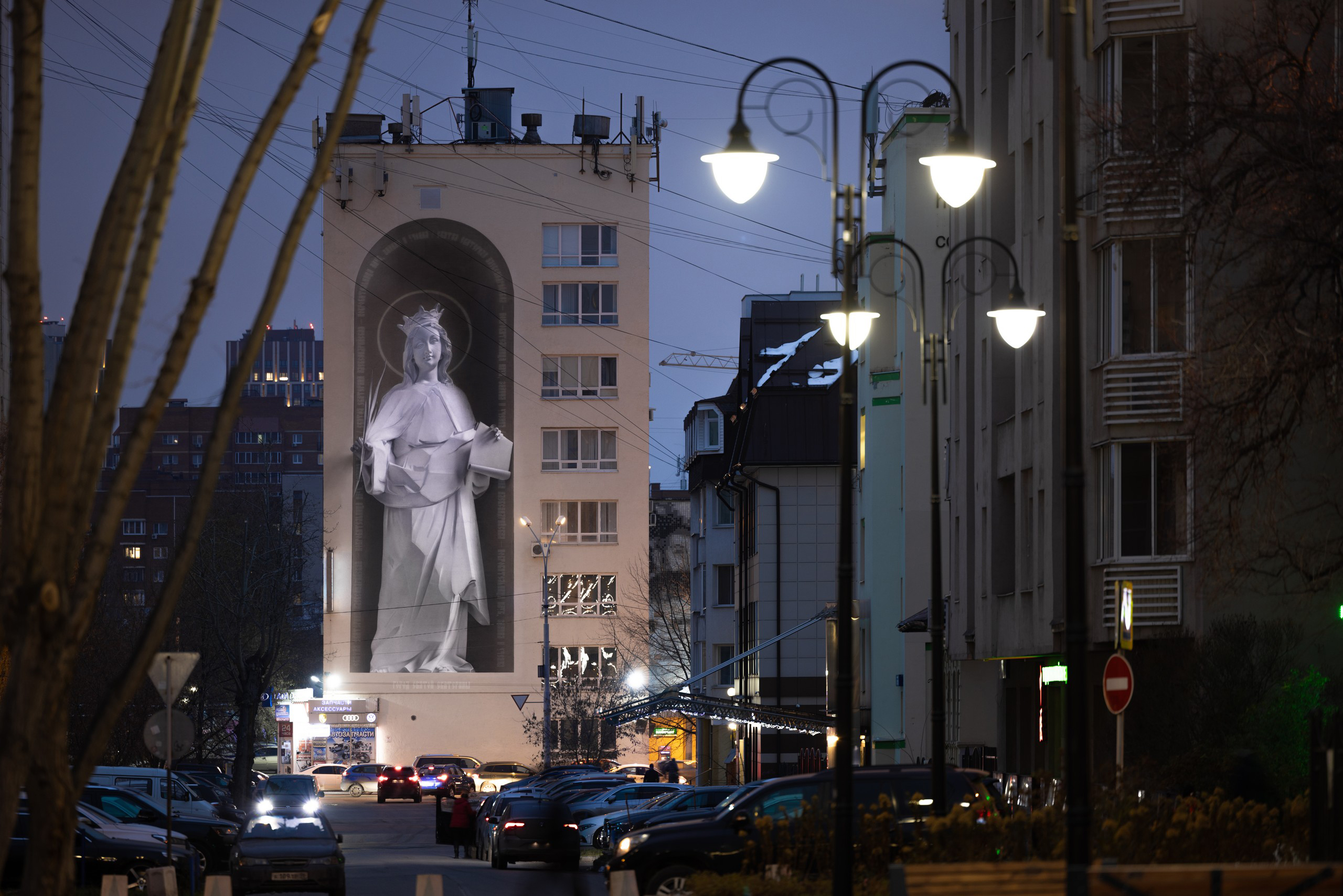
Мурал в Екатеринбурге, созданный организаторами фестиваля «Стенограффия». В тёмное время суток на изображение проецируется нимб и надпись: «Святая Екатерина Александрийская — покровительница наук, знания и учения»

- В ходе фестиваля в Екатеринбурге прошла легитимная разрисовка вагона электрички[9]. Мероприятие проходило в мае 2010 года на железнодорожной станции Шарташ в присутствии представителей Российских железных дорог и прессы.
- В июле того же года в екатеринбургском микрорайоне Ботанический[10] появились самые большие в России банки сгущёнки[11] и супа Campbell’s.
- Супрематический крест
- В 2023 году в Екатеринбурге в рамках фестиваля «Стенограффия» на стене здания в центре Екатеринбурга было создано изображение (мурал) святой Екатерины высотой в восемь этажей. На мурале Екатерина держит пальмовую ветвь — символ мученичества, в левой — свиток, свидетельство её учёности и мудрости, а голову девушки, принадлежавшей к царскому роду, венчает корона. В тёмное время суток на мурал проецируется нимб и надпись: «Святая Екатерина Александрийская — покровительница наук, знания и учения»[12]. Работа стала подарком к 300-летию города, которое отмечалось в ноябре 2023 года. Она размещена на здании Института естественных наук и математики УрФУ (святая Екатерина считается покровительницей не только Екатеринбурга, но и науки)[13].